# イーウチェンコ AI-222

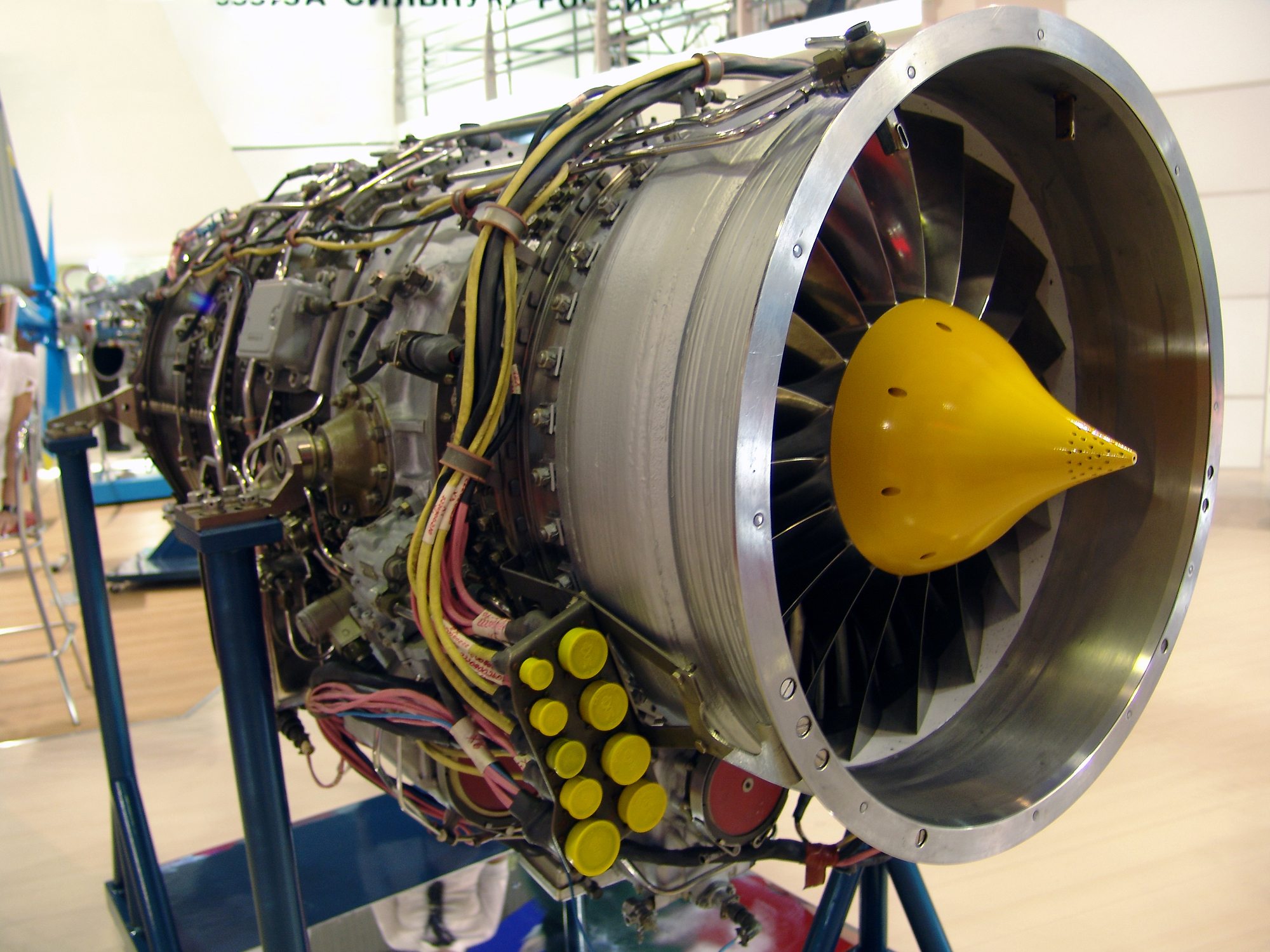
MAKS2007で展示されたAI-222-25

AI-222はアカデミー会員O・H・イーウチェンコ記念プロフレース・ザポリージャ機械製作設計局が開発した低バイパスターボファンエンジンである。製造は、ウクライナのモトール・シーチとイーウチェンコ、ロシアのサリュートで50:50の割合で分担し生産を行ってきたが、ウクライナ騒乱の影響を受け、2015年10月にサリュートはAI-222-25のコンポーネント（エンジンコア）を完全にロシア国内で製造可能としている。エンジンはモジュラー化されており、交換・整備が容易。材料、部品の特殊コーティングによりエンジンは、すべての気候で正常に動作することを可能にしている。

## 概要
AI-222は1999年ウクライナのザポリージャにおいて開発が始められた。エンジンはAI-22（Tu-324とYak-48向けにDV-2をベースに開発されたもの）をベースにして燃焼室、高圧および低圧タービンを再設計した。高圧タービンのガス発生器は、エンジンのD-27と同じものを使っていた。基本型のAI-222-25エンジンは、2002年11月にベンチテストを開始し、2003年6日にフルサイズのエンジンの運転が行われた。
2004年4月30日、AI-222-25を搭載したYak-130が初飛行した。
2012年6月24日、イーウチェンコはイルクートとAI-222-28開発のための合意に達した。
2013年、イーウチェンコはAI-222-25より推力を2,900kgに強化した派生型を開発するためのロシアからの委託条件を受け取った。それは、高い推力を必要とするYak-130の軽攻撃型開発のために必要であった。
2016年8月18日、サリュートがAI-222-25をベースとした新しい中型ジェットエンジンSM-100の開発を開始したことが報じられた。このエンジンは推力が3トンでYak-130に将来のアップグレードの中での派生型を搭載することができるという。プロトタイプは2018年に製造される見込み。
2017年7月18日、UECはAI-222-25の寿命を延長したと発表した。発表によると以前はTBOが600時間、寿命が1200時間であったのをTBOが1500時間、寿命3000時間としたという。この作業は外部コンポーネントを使用していないAI-222-25 No.001Sで実施された。また同日には新しい修理方法の開発についても発表した。それはAI-222-25の故障したユニットを交換するための「モジュール式」交換技術の開発および習得であり、これにより運転中のエンジン部品の修理と交換が直接行えるようになった。命令には合計で11のテクニックが含まれている。

## 型式
AI-222-25
標準型。推力2,500kg。
AI-222K-25
L-15に搭載された型式。
AI-222-25UVT/KVT
推力偏向ノズル装備型。全方位に対して20度の偏向が可能。
AI-222-25F
アフターバーナー装備型。推力2,760kg、アフターバーナー時4,200kg。
AI-222-25FK
L-15のLIFT型に搭載されたAI-222-25Fの派生型。型式についてはAI-222K-25Fとする場合も見受けられる。
AI-222-25KFK
AI-222-25Fのアフターバーナー部を500mm短縮し、AI-222-25の搭載機に大きな変更なしに搭載できるようにしたもの。推力は3,000kg。
AI-222-28
推力を2,800kgに強化したもの。
Al-222-95F
2011年9月下旬に北京で開かれた中国国際航空宇宙博覧会で設計を完了したことが明らかされた派生型でAI-222K-25Fにアフタバーナーを取り付け、推力を9,500kgに高めた。これはJ-20戦闘機を補完する軽戦闘機用のエンジンとされ、中国との共同開発が持ちかけられており3年以内に開発できるとしていた。

## 搭載機
- Yak-130
- L-15

標準仕様でAI-222-25を装備し、LIFT型でアフターバーナー付きのAI-222-25FKを装備する。
- L-159

F124が輸出規制で使えない場合の代替エンジンとして提案されていた。

## 仕様
一般的特性
- 形式: 2軸低バイパスターボファン
- 全長: 1,960 mm (77.17 in)
- 直径: 640 mm (25.20 in)
- 乾燥重量: 440 kg (970.03 lb)、560 kg (1,234.59 lb) アフターバーナー装備型

構成要素
- 圧縮機: 10段軸流圧縮機 (低圧2段・高圧8段)
- 燃焼器: アニュラ型
- タービン: 1段低圧・1段高圧

性能
- 推力: 
・2,520 kg/24.7 kN (5,552.78 lbf) ドライ
 
・300 kg 巡航時

・4,200 kg/41.2 kN (9,262.13 lbf) アフターバーナー
- 全圧縮比（英語版）: 15.43:1
- バイパス比: 1.19:1
- タービン入口温度: 1,470 K (1,200 °C)
- 燃料消費率: 0.64 kg/kgf-hr
- 推力重量比: 5.68 (ドライ), 7.5 (アフターバーナー)
- 寿命: 3,000時間

出典: 